# 국도 제3호 갑선
국도 3호 갑선(중국어 정체자: 國道三號甲線, 병음: Guódào Sānhào Jiāxiàn 궈다오 산하오 지아시안[*])은 포르모자 고속공로와 타이베이시 남부의 다안 구, 원산 구 신베이시 선컹 구를 연결하는 타이완의 자동차 전용도로이다. 타이베이 연락선(중국어 정체자: 臺北聯絡線, 병음: Táiběi liánluòxiàn 타이베이 롄뤄시안[*])이라고도 하며, 포르모자 고속공로(국도 3호선)와 연결되어 있는 타이베이의 주요도로이다.

## 구성

### 나들목·분기점
| 번호 | 이름              | 중국어 이름 | 로마자 이름      | 구간 거리 | 누적 거리 | 접속 노선                             | 소재지     | 소재지  | 비고 |
| ---- | ----------------- | ----------- | ---------------- | --------- | --------- | ------------------------------------- | ---------- | ------- | ---- |
|      | 타이베이 기종점   | 臺北端      | Taipei End       | 0.0       | 0.0       | 신하이 로                             | 타이베이시 | 다안 구 |      |
| TN   | 타이베이 2호 터널 | 臺北2號隧道 | Taipei II Tunnel | 0.0       | 0.0       |                                       | 타이베이시 | 다안 구 |      |
| TN   | 타이베이 1호 터널 | 臺北1號隧道 | Taipei I Tunnel  | 0.0       | 0.0       |                                       | 타이베이시 | 원산 구 |      |
|      | 완팡 나들목       | 萬芳交流道  | Wanfang IC       | 0.0       | 0.0       | 신이 쾌속공로 현도 제106호선(무자 로) | 타이베이시 | 원산 구 |      |
|      | 무자 나들목       | 木柵交流道  | Muzha IC         | 0.0       | 0.0       | 포모사 고속공로                       | 타이베이시 | 원산 구 |      |
|      | 선컹 기종점       | 深坑端      | Shenkeng End     | 0.0       | 0.0       | 현도 제106호선 (을)(원산 로)          | 신베이시   | 선컹 구 |      |

### 차로수 및 최고속도
- 차로수 : 전구간 왕복 4차로
- 제한속도 : 전 구간 최고 80km/h

## 참고 자료
- Taiwan Freeway No.3(I) Taipei Top→Mujha IC - 유튜브